# Jakub Czałyj
Jakub Czałyj (zm. 1696) – kozak zaporoski, ataman.

## Życiorys
Data urodzenia i pochodzenie społeczne nieznane. W kwietniu 1696 z polecenia atamana koszowego Iwana Husaka stanął na czele morskiej wyprawy, poprowadził na czajkach 500 wybranych zaporożców. Podczas tej rejzy na Morzu Czarnym kozacy zdobyli 8 statków tureckich z żywnością oraz 9 z innymi towarami. Jeńców utopiono w morzu bądź poprowadzono na Sicz w niewolę. 
Latem 1696 wziął udział w oblężeniu Azowa przez wojska rosyjskie, powiódł tam 340 mołojców. W tym czasie m.in. spustoszył osiedla tatarskie w rejonie Eupatorii.
Z wyprawy oprócz łupów Czałyj wiódł 62 jeńców tatarskich, w rejonie Oczakowa stoczył zwycięską potyczkę z wojskami tureckimi. 6 września 1696 w okolicy uroczysk Striłycia i Sahajdaczni Kuczuchury na lewym brzegu Dniepru, jego oddział został zaatakowany przez Tatarów. Po całodniowej walce zaporożcy skapitulowali, ulegając przeważającym siłom tatarskim. Za zabicie w walce dwóch Tatarów Czałyj został stracony. Jego towarzysze byli więzieni w Oczakowie. W 1699 po zakończeniu wojny z Turcją powrócili na Sicz, zostali wymienieni za jeńców tatarskich i tureckich.